# Bawani Khera
Bawani Khera è una città dell'India di 17.438 abitanti, situata nel distretto di Bhiwani, nello stato federato dell'Haryana. In base al numero di abitanti la città rientra nella classe IV (da 10.000 a 19.999 persone).

## Geografia fisica
La città è situata a 28° 56' 60 N e 76° 1' 0 E e ha un'altitudine di 202 m s.l.m..

## Società

### Evoluzione demografica
Al censimento del 2001 la popolazione di Bawani Khera assommava a 17.438 persone, delle quali 9.255 maschi e 8.183 femmine. I bambini di età inferiore o uguale ai sei anni assommavano a 2.958, dei quali 1.543 maschi e 1.415 femmine. Infine, coloro che erano in grado di saper almeno leggere e scrivere erano 9.705, dei quali 6.138 maschi e 3.567 femmine.